# Бизенеј
Бизенеј (фр. Bizeneuille) насеље је и општина у централној Француској у региону Оверња, у департману Алије која припада префектури Монлисон.
По подацима из 2011. године у општини је живело 283 становника, а густина насељености је износила 9,51 становника/km². Општина се простире на површини од 29,75 km². Налази се на средњој надморској висини од 300 метара (максималној 404 m, а минималној 250 m).

## Демографија
| 1962. | 1968. | 1975. | 1982. | 1990. | 1999. | 2011. |
| ----- | ----- | ----- | ----- | ----- | ----- | ----- |
| 433   | 442   | 350   | 343   | 292   | 287   | 283   |

График промене броја становника у току последњих година